# 潘釗彤
潘釗彤（英語：Denith Poon，3月23日—），於香港大學畢業，香港女歌手。樂隊組合 My Bucket Of Dinosaurs 一桶恐龍主音、「陳輝陽 x 女聲合唱」第三代成員，2021年度女新人。現為獨立唱作歌手，身兼作曲、填詞、編曲、監製，被稱為「新版方皓玟」。曾為女子組合Beanies成員。

## 背景

### 個人經歷
潘釗彤母親在她大學三年班時因癌病去世，她於2013年9月11號參與了一個名為「最後一課音樂會」為香港癌病症基金會籌款，並延續媽媽以生命影響生命的態度，分享媽媽堅強對抗癌病及積極面對死亡的故事。
後來，她入讀了港大主修經濟及金融，跟組合 per se 女成員 Sandy 為同學。大學畢業後從事採購業工作，做了兩年多，發現上班族並非如她所想便決定裸辭。現在除發展音樂事業外，也在一間護髮公司有一份正職工作維生。

### 音樂事業
精通彈鋼琴及結他的釗彤，曾在街上街頭表演及網上翻唱他人作品。加入樂壇前曾與結他手 Henry 組成組合 My Bucket Of Dinosaurs 一桶恐龍 一起表演。
2017年，以後備身份加入「陳輝陽 x 女聲合唱」成為第三代成員。隨團參與了《上一次流淚》作品音樂會（2018年4月21日-22日）、《上一次流淚》作品音樂會（澳門站）（2019年5月11日）及《人來人往》作品音樂會（2021年6月25日）的演出。
2020年，她在其個人 YouTube （页面存档备份，存于） 專頁發佈第一首親自作曲填詞的作品《末日未》 （页面存档备份，存于） 。很多樂評人覺得其曲風跟唱腔都有點異流時期的方皓玟的影子，她表示方皓玟是自己多年來的偶像，可能無形中已被對方的音樂和哲理薰陶，但不想成為別人的影子，希望在自己歌曲中找到屬於自己的DNA。
2021年3月26日，推出首支派台單曲 《乖乖》，正式加入香港樂壇。《乖乖》繼續由她主理曲詞，再與組合石山街的楊彤 （Yeung Tung）合作監製，內容讓人反思乖與不乖背後的準則。年尾再推出第三首以 LGBTQ 為藍本的歌曲《Love's Gonna Beat The Queen》。
2021年尾，曾想過報名參加全民造星IV，但自覺不是跳唱女團的料子，所以沒有盡力製作一個好的個人簡歷參賽，所以並未有機會進行面試。初時有點失望，但自知自己不是走主流音樂路線的歌手，從而釋懷。
2023年，她與張天穎（Jaime）、陳樂頤（Georgina）、李凱翹（Kay）及黃健怡（Winky）組成了音樂組合Beanies。
2025年7月，潘釗彤及黃健怡二人因經理人合約問題主動退出Beanies。

## 音樂作品

### 單曲
| 推出日期 | 曲目                        | 作曲           | 填詞            | 編曲                      | 監製         | 備註              |
| 2020年   |                             |                |                 |                           |              |                   |
| 4月21日  | 末日未                      | 潘釗彤         | 潘釗彤          | 林善麟                    |              |                   |
| 2021年   |                             |                |                 |                           |              |                   |
| 3月26日  | 乖乖                        | 潘釗彤         | 潘釗彤          | 楊彤                      | 楊彤／潘釗彤 | 首支派台單曲      |
| 11月19日 | Love's Gonna Beat The Queen | 潘釗彤         | 潘釗彤／Fat Foo | 楊彤                      | 楊彤／潘釗彤 | Featuring Fat Foo |
| 2023年   |                             |                |                 |                           |              |                   |
| 5月19日  | Party In Hell               | 潘釗彤         | 潘釗彤          | CHANKA                    | 潘釗彤       |                   |
| 10月6日  | Say Nothing                 | 潘釗彤         | 潘釗彤          | XTIE                      | XTIE         |                   |
| 2024年   |                             |                |                 |                           |              |                   |
| 3月8日   | 不是你的形狀                | 潘釗彤         | 潘釗彤          | Seatravel／陳考威／黃兆銘 | 陳考威       |                   |
| 8月6日   | 狠狠喜歡你                  | 潘釗彤         | 潘釗彤          | Seatravel                 | 陳考威       |                   |
| 12月19日 | 想找到對的人                | 潘釗彤／張進翹 | 潘釗彤          | 黃兆銘                    | 陳考威       | 與張進翹合唱      |

### 為他人創作歌曲
| 發表年份 | 歌手          | 歌曲             | 專輯   | 參與部分 | 備註 |
| -------- | ------------- | ---------------- | ------ | -------- | ---- |
| 2023年   | 陳樂頤        | 食鹽之道         | 不適用 | 詞       |      |
| 2024年   | 楊逸晴        | 歷險只能走一遍   | 不適用 | 詞       |      |
| 2025年   | 謝雨橋、Jonas | 你是我的不死戰隊 | 不適用 | 詞       |      |

### 派台歌曲成績
註：組合名義的派台歌，請參閱Beanies之頁面。
| 派台歌曲成績（五台） | 派台歌曲成績（五台）        | 派台歌曲成績（五台） | 派台歌曲成績（五台） | 派台歌曲成績（五台） | 派台歌曲成績（五台） | 派台歌曲成績（五台） | 派台歌曲成績（五台）                                          |
| -------------------- | --------------------------- | -------------------- | -------------------- | -------------------- | -------------------- | -------------------- | ------------------------------------------------------------- |
| 唱片                 | 歌曲                        | 903                  | RTHK                 | 997                  | TVB                  | ViuTV                | 備註                                                          |
| 2021年               |                             |                      |                      |                      |                      |                      |                                                               |
|                      | 乖乖                        | 15                   | 12                   | 20                   | ×                    | ×                    |                                                               |
|                      | Love's Gonna Beat The Queen | -                    | ×                    | -                    | ×                    | ×                    |                                                               |
| 2023年               |                             |                      |                      |                      |                      |                      |                                                               |
|                      | Party In Hell               | -                    | ×                    | -                    | ×                    | -                    |                                                               |
|                      | Say Nothing                 | 15                   | -                    | -                    | ×                    | -                    |                                                               |
| 2024年               |                             |                      |                      |                      |                      |                      |                                                               |
|                      | 不是你的形狀                | 9                    | 3                    | 11                   | ×                    | -                    |                                                               |
|                      | 狠狠喜歡你                  | -                    | 9                    | 4                    | ×                    | -                    |                                                               |
|                      | 想找到對的人                | 12                   | 3                    | 1                    | ×                    | -                    | 首支冠軍歌 與張進翹合唱 跨年上榜（997） 翌年上榜（903、RTHK） |

| 各台冠軍歌總數 | 各台冠軍歌總數 | 各台冠軍歌總數 | 各台冠軍歌總數 | 各台冠軍歌總數 | 各台冠軍歌總數    |
| -------------- | -------------- | -------------- | -------------- | -------------- | ----------------- |
| 903            | RTHK           | 997            | TVB            | ViuTV          | 備註              |
| 0              | 0              | 1              | 0              | 0              | 五台冠軍歌總數：0 |

- （*）仍在榜上
- （-）未能上榜
- （×）沒有派往該台

## MV

### 個人
- 2020年：【末日未】 （页面存档备份，存于）
- 2021年：《乖乖》 （页面存档备份，存于）
- 2021年：《Love's Gonna Beat The Queen》 （页面存档备份，存于）
- 2022年：《Who's Next?》 （页面存档备份，存于）
- 2023年：《Party in hell》 （页面存档备份，存于）
- 2023年：《Say Nothing》

### 合唱
- 2020年：《東京》 | Yamanote Line （页面存档备份，存于） - Pomegranate Tree ft. Chiutung.

### 陳輝陽 x 女聲合唱
- 2018年：《絶》伊館紀念《絕》版 （页面存档备份，存于）
- 2019年：《最後的歌》 （页面存档备份，存于）
- 2021年：《暗湧》 （页面存档备份，存于） 肥仔@ERROR (組合) & 陳輝陽 x 女聲合唱]

### 音樂會／演唱會
- 2018年4月21日‑22日：《上一次流淚》作品音樂會 於伊利沙伯體育館演出。

- 2019年5月11日：《上一次流淚》作品音樂會(澳門站) 假澳門百老匯舞台重演，是次以「青春」為主題，上半場「青春遇見你 Being Young」及下半場「青春再見你 Keep Young」。

- 2020年2月14日 - 15日：陳輝陽 x 女聲合唱原定於假麥花臣場館舉行「聖少三部曲」最終章音樂會，並計劃於場館搭建四面台，後因香港新型冠狀病毒肺炎疫情持續而多次延期。

- 2021年6月25日：《人來人往》作品音樂會 假紅磡體育館舉行，是陳輝陽 x 女聲合唱首次踏足紅館的作品音樂會。是次音樂會的舞台為四面台，以銅鑼灣怡和街的環形天橋為設計藍本，講述一群女生於橋上的友情故事。

## 演出作品

### 電視節目（Viu TV）
- 2018年：《本地薑2 （页面存档备份，存于）》11集 一桶恐龍：夾band 先夾人 （页面存档备份，存于）
- 2021年：《囝囝女女730》110集 [陳輝陽 x 女聲合唱] （页面存档备份，存于）

## 電台訪問
30.03.2021     【叱咤樂壇】     潘釗彤自己創作乖乖嘅新聲音
13.04.2021     【叱咤樂壇】     潘釗彤拒絕做乖乖女
- 潘釗彤曾以 acoustic 組合示人 醉心唱歌決心裸辭 （页面存档备份，存于）

22.04.2021     【騷動音樂】     潘釗彤介紹新歌〈乖乖〉｜加入楊彤嘅編曲令呢首歌改頭換面﹖！ （页面存档备份，存于）
24.04.2021     【1圈圈 (周末版)】     一圈圈午後Live House： 曾經是「乖乖」的獨立女歌手潘釗彤用新歌《乖乖》探討 To be or not to be 乖乖？
11.11.2021     【勁爆樂勢力】     潘釗彤《Love’s Gonna Beat The Queen 》 （页面存档备份，存于）
25.12.2021     【雷霆音樂圈】     音樂.人對談: 潘釗彤
31.12.2021     【強大人 Get Set Go!】     強大人ALLSTAR明星體育會 本周星星: 潘釗彤
- 明星體育會 除夕夜！本周星星：潘釗彤

## 報章訪問
- 【乖乖】反思社會既定意識形態　潘釗彤：能誠實做自己便是人生贏家 （页面存档备份，存于）

## 網上訪談

### 2020年
- 【Zone D 同樂會 EP5｜天氣不似預期 但要走總要飛】 （页面存档备份，存于）

### 2021年
- 潘釗彤做自己 告別乖乖生活模式 （页面存档备份，存于）
- 【60秒鐘音樂雜誌．歌手專訪．172話】潘釗彤：個個讚我乖乖？！ （页面存档备份，存于）
- 潘釗彤《Love’s Gonna Beat The Queen》 探討性別/性向拒絕被標籤 （页面存档备份，存于）
- 【60秒鐘音樂雜誌 歌手專訪 244話】The Essence of LOVE by 潘釗彤 （页面存档备份，存于）
- JY Outside Talk EP4 (嘉賓：潘釗彤) （页面存档备份，存于）

## 外部連結
- 潘釗彤的Facebook專頁 （页面存档备份，存于）
- 潘釗彤的Instagram帳戶
- YouTube上的潘釗彤頻道
- 陳輝陽 x 女聲合唱的Instagram帳戶 （页面存档备份，存于）
- 陳輝陽 x 女聲合唱的Facebook專頁 （页面存档备份，存于）